# Distrikt Santo Domingo de la Capilla
Der Distrikt Santo Domingo de la Capilla liegt in der Provinz Cutervo in der Region Cajamarca im Norden Perus. Der Distrikt wurde am 12. Januar 1956 gegründet. Er besitzt eine Fläche von 105 km². Beim Zensus 2017 wurden 5071 Einwohner gezählt. Im Jahr 1993 lag die Einwohnerzahl bei 5565, im Jahr 2007 bei 5483. Sitz der Distriktverwaltung ist die 1743 m hoch gelegene Ortschaft Santo Domingo de la Capilla mit 834 Einwohnern (Stand 2017). Santo Domingo de la Capilla befindet sich 15 km nordnordwestlich der Provinzhauptstadt Cutervo.

## Geographische Lage
Der Distrikt Santo Domingo de la Capilla befindet sich in der peruanischen Westkordillere südwestzentral in der Provinz Cutervo. Der Río Santa Clara, ein rechter Nebenfluss des Río Callayuc, entwässert das Areal nach Norden hin. Über die Berghänge im Osten und im Südosten des Distrikts erstreckt sich der Nationalpark Cutervo. Die Nationalstraße 3N von Cutervo nach Huancabamba durchquert den Distrikt und führt am Hauptort Santo Domingo de la Capilla vorbei.
Der Distrikt Santo Domingo de la Capilla grenzt im Süden an den Distrikt Cutervo, im Westen und im Norden an den Distrikt Callayuc, im Osten an den San Andrés de Cutervo sowie im Südosten an den Distrikt Socota.

## Ortschaften
Neben dem Hauptort gibt es folgende größere Ortschaften im Distrikt:
- Chaupe Cruz
- Miraflores
- Naranjo Yacu